# Andrea Mingardi
Andrea Mingardi (Bologna, 1º agosto 1940) è un cantautore e scrittore italiano.

## Biografia
Nasce a Bologna nel 1940 da padre bolognese e madre siciliana. Inizia la sua carriera come cantante di rock and roll: già alla fine del 1959 è il leader dei "Golden Rock Boys", che si esibiscono a Modena e che hanno, tra i loro brani, il rock blues Rosa rosae rock'n'roll (canzone che, come si capisce dal titolo, parla delle difficoltà della scuola, e in particolar modo del latino). Il gruppo è costituito, oltre che da Mingardi (che canta e suona la batteria), dal bassista Beppe Federici, dal pianista Antonio Corsello e da Paolo Guarnera alla voce e al sax, che presto lascia il gruppo per entrare nei Gatti (dove suonano Francesco Guccini e Victor Sogliani).

Andrea Mingardi nel 1968

Mingardi debutta con il 45 giri Lentement dans la nuit/Si je pouvais, nel 1962; nello stesso anno entra come cantante nella Rheno Jazz Gang (gruppo dove al clarinetto suona il futuro regista Pupi Avati), con cui incide il secondo disco sul lato B della versione di Ballata di una tromba, successo di Nini Rosso.
Crea diversi gruppi, lavorando intensamente in quelle che erano vere fucine di musica: le discoteche, ben diverse da quelle che conosceremo negli anni '80 e nel 2000. Il suo gruppo, composto da Lauro Molinari, Giuseppe Martini e una bella squadra ben amalgamata, produce un ottimo Rhythm & Blues, inserito in un repertorio vastissimo, dal quale sfuggivano pochissimi brani classici della grande musica americana, sino al twist, al rock, al beat.
Nel 1976 ottiene un discreto successo di vendite con la canzone Datemi della musica (anni dopo riproposta da Mina). Crea il gruppo Andrea Mingardi Supercircus. Passa dunque a comporre canzoni in dialetto bolognese dal contenuto ironico e divertente, a volte al limite del demenziale, ma con influenze musicali decisamente funky e blues. Ad esempio, una delle sue canzoni più note al pubblico bolognese, A iò vest un marzian, parla di un extraterrestre che torna sulla terra da un pianeta ipercivilizzato per respirare un po' di aria buona e piangere mangiando cipolle.
Pus, del 1978, apparentemente inquadrabile nel genere demenziale («Il papank e la mamank vanno in giro a dir che sono stank di avere un figlio punk che senz'altro una rotella gli mank»), è in realtà una satira del punk che allora andava di moda. Nel 1984 partecipa alle varie tappe del Festivalbar, compresa la finale all'Arena di Verona, con il brano Un boa nella canoa, prodotto dalla Cruisin' Records e che si rivela essere uno dei tormentoni di quell'estate. Nel 1988 partecipa alla realizzazione dell'album Dalla/Morandi apparendo nell'album come corista e nello stesso anno scrive Fortunatamente per Franco Califano. Nel 1991 vince con la canzone Caruso la trasmissione Sapore di mare.
Debutta al Festival di Sanremo nel 1992 con Con un amico vicino, in compagnia di Alessandro Bono. Segue una serie di nuove partecipazioni: nel 1993 con Sogno, nel 1994 con Amare amare, nel 1998 con Canto per te e nel 2004 con È la musica (insieme con la Blues Brothers Band). Nel 2003 è l'autore italiano della canzone "Un'amica colombiana", brano in gara al 45º Zecchino d'Oro. Del 2006 è il duetto con Mina nella canzone Mogol e Battisti (contenuta nell'album di lei Bau), che segna l'inizio della collaborazione di Mingardi come autore per la grande cantante (sua anche Amiche mai per il duetto Mina-Ornella Vanoni): scrive infatti numerose canzoni, come Ma tu mi ami ancora?, Più del tartufo sulle uova, Accendi questa luce, Mi piacerebbe andare al mare, Canzone maledetta, Ci vuole un po' di R'n'R'.

Andrea Mingardi durante un'esibizione alla discoteca Taro Taro di Collecchio nel 1984

È fra i fondatori della Nazionale cantanti e dal 2006 ne è vicepresidente. Nel 2009 ha fatto parte per alcuni mesi del Consiglio comunale di Bologna nella lista del Partito Democratico. Nell'estate 2011 scrive il brano Gaetano e Giacinto che segna la sua prima collaborazione in veste di autore per gli Stadio da sempre amici del cantautore.
Il 1º dicembre 2012 esce Auguri auguri auguri, album di Natale dell'artista, colonna sonora del film Il peggior Natale della mia vita, in cui Mingardi compare per la seconda volta come attore nel ruolo del padre del protagonista (il film è difatti il seguito di La peggior settimana della mia vita).
Dal novembre 2021, sulla televisione regionale TRC  è cooprotagonista di "Uonted, i magnifici 7 meno 2" con Andrea Barbi, Alberto Bertoli, Marco Ligabue e il maestro Tirelli in onda tutti i mercoledì
Il 7 aprile 2023 pubblica il libro "Così si suonava in paradiso. Romanzo dei musicisti italiani" (edizioni Pendragon)
Il 28 aprile 2023 riceve la Turrita D'argento dal Comune di Bologna
Nel 2024 è il regista e ideatore del docufilm "Bologna I Love You" prodotto da Genoma film.  Nello stesso anno partecipa allo Zecchino d'Oro scrivendo Un rospo nel bosco.

## Discografia
Album in studio
- 1974 – Nessuno siam perfetti, ciascuno abbiamo i suoi difetti
- 1976 – Datemi della musica
- 1977 – Lo sfighè, Gisto e Cesira, Delone, un marziano e altre storie
- 1978 – Zabajone
- 1981 – Xa vut dalla vetta
- 1985 – Eccitanti conflitti confusi
- 1986 – A iò vest un marzian raccolta
- 1988 – Prossimamente
- 1990 – Si sente dire in giro
- 1992 – Andrea Mingardi
- 1993 – Sogno
- 1994 – 6- al duemila
- 1996 – Paura di volare
- 1997 – C'è un boa nella canoa raccolta
- 1997 – Andrea Mingardi
- 1998 – Canto per te
- 1998 - Andrea Mingardi
- 1999 – Live on the boat album live
- 2000 – Ciao Ràgaz
- 2004 – È la musica
- 2006 – Sfighè
- 2006 – Come ridevamo
- 2007 – Andrea Mingardi canta Ray Charles - Tribute to the Genius - Live
- 2012 – Auguri auguri auguri
- 2013 - Greatest hits
- 2018 – Ho visto cose che
- 2019 – ...E allora Jazz!
- 2021 - Stanti così le cose...

Singoli
- 1963 – Lentement dans la nuit / Si je pouvais
- 1963 – Laconia / Ichnusa
- 1963 – Ballata di una tromba / No girl for me tonight
- 1969 – Ventisei anni / Struzzi e vecchi merluzzi
- 1969 – La barba / Do you really love me
- 1970 – Basta una volta / Cosa farei senza di te
- 1975 – Gig / Dal Tajadel
- 1976 – Intanto nel mondo / Io mi sento tradito
- 1984 – C'è un boa nella canoa / Tu sei come io volevo
- 1984 – Saludos amigos / C'è un boa nella canoa
- 1985 – USA for Italy (Squallor) / Se fossi una donna
- 1986 – Ti troverò / Non trovo le parole
- 1986 – If i were a woman (Se fossi una donna) / Motel
- 1986 – Ti troverò / Non trovo le parole
- 1992 – Canterò / Caruso
- 1993 – Sogno / Stiamo come stiamo (Loredana BERTÈ e Mia MARTINI)
- 1993 – Sogno / Siamo angeli (Andremo in cielo a piedi) / Io vorrei ... non vorrei... ma se vuoi / Andremo in cielo a piedi (Siamo angeli)
- 1994 – Amare amare / Amare amare (Base Musicale)
- 1998 – Quando un musicista ride (Enzo JANNACCI) / Canto per te
- 1998 – Canto per te / Futuro futuro
- 1999 – Anche quest'anno è già Natale
- 2004 – È la musica (Solo per Radio)
- 2004 – Io amo James Brown (Solo per Radio)
- 2008 – Canzone per Dorando (L'Amore non ama soltanto chi vince)

### Con i Supercircus
- 1976 – Datemi della musica / Il pagliaccio
- 1977 – Funky, funky... / Sfighé
- 1978 – Funky, funky... / Voglio fare il contadino
- 1978 – Pus / Tarantola
- 1979 – Zero attimi / Jenny

## Filmografia
- 1982 – Italian Boys, regia di Umberto Smaila
- 1983 – Flipper, regia di Andrea Barzini
- 2011 – La peggior settimana della mia vita, regia di Alessandro Genovesi
- 2012 – Il peggior Natale della mia vita, regia di Alessandro Genovesi
- 2012 – The lift 2 august 1980 (colonna sonora), regia di Luca Redavid[7]
- 2024 - Bologna I love you regia di Andrea Mingardi e Pier Paolo Paganelli

## Libri
- 1999 – Benéssum - alla ricerca dello stupore perduto errando fra dialetto e gergo a Bologna e dintorni (Press Club Editore)
- 2000 – Ciao Ràgaz - il vocabolario. Manuale per la comprensione del dialetto vivo (Uscito con l'omonimo cd)
- 2006 – Permette un ballo, signorina? (Mondadori Editore)
- 2008 – Socc'mel (Edizioni Pendragon)
- 2010 – Un biglietto per l'aldilà - Legal thriller (Edizioni Pendragon)
- 2012 – Al giorno d'oggi non c'è più il futuro di una volta. Riflessioni sul senso della vita, e oltre (Edizioni Pendragon)
- 2014 – Cuore rossoblù. Pensato, sofferto e scritto dal dicembre 2012... (Minerva Edizioni, Bologna)
- 2016 – Vendetta di Sangue (Centauria editore)
- 2017 – Piccola guida eccentrica di Bologna Federico Cinti , Doriana Russo, Andrea Mingardi (Casa Editrice Persiani, 2017)
- 2018 – Professione cantante (Edizioni Pendragon, 2018)
- 2023 - Così si suonava in paradiso. Romanzo dei musicisti italiani (Edizioni Pendragon)

Dall'anno 2000 è inoltre il direttore artistico del Festival delle Arti, manifestazione che premia giovani esordienti nei campi della musica, teatro, arti figurative, cabaret e danza.